# بلوط الجزایری
بلوط الجزایری، بلوط قناری (نام علمی: Quercus canariensis) نام یک گونه از سرده بلوط است.